# أسبوع دبي للتصميم

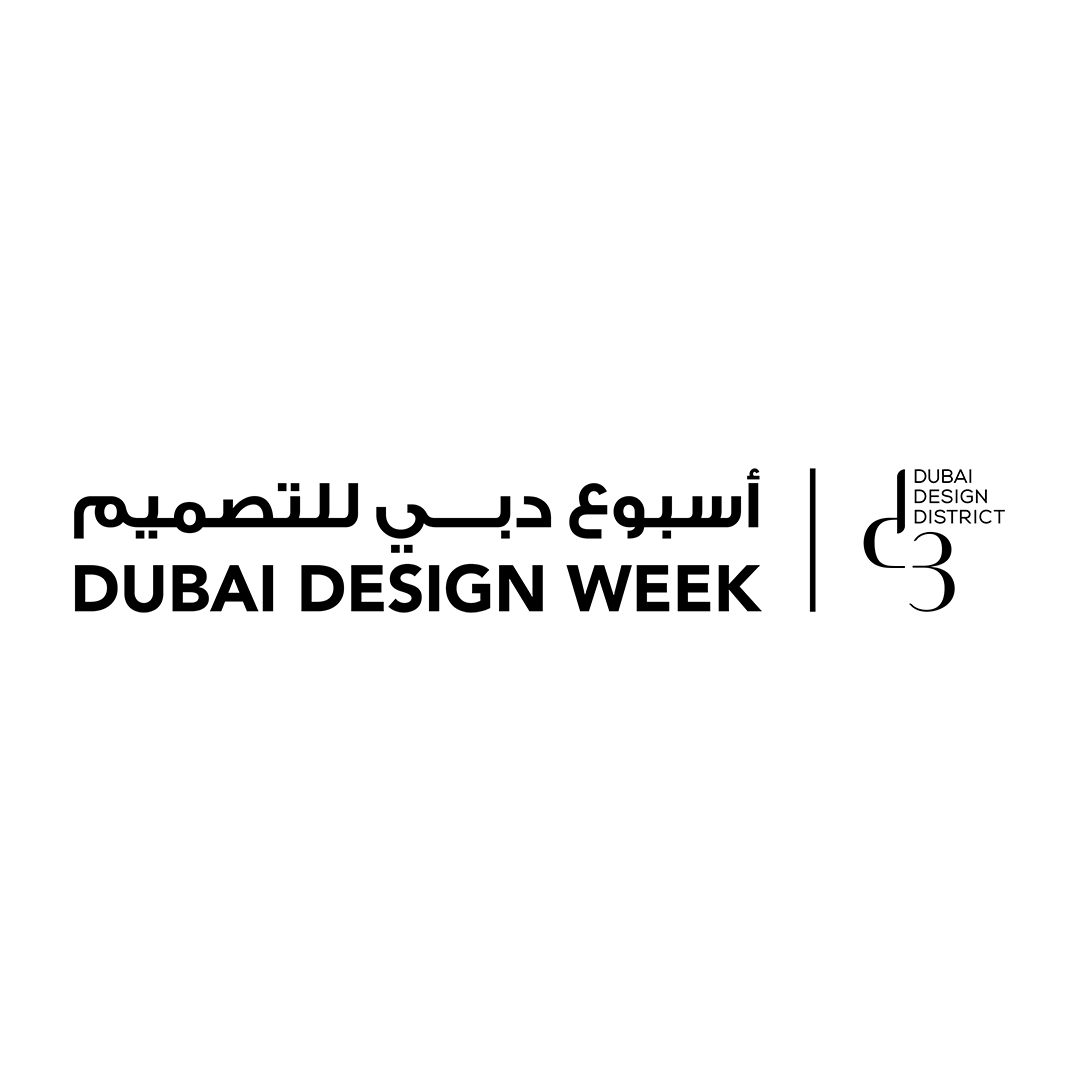

أسبوع دبي للتصميم هو حدث سنوي يقام للاحتفال والترويج للتصميم والإبداع في دبي، الإمارات العربية المتحدة. أقيم أسبوع دبي الأول للتصميم في عام 2015، ويقام سنويًا في أماكن متفرقة في جميع أنحاء المدينة، مع إبقاء منطقة دبي للتصميم المحور الرئيسي له. من خلال برنامج مكثف للمعارض والمحادثات وورش العمل المجانية للحضور، جذب مهرجان 2019 أكثر من 90 ألف زائر، وبالتالي فهو يعتبر أكبر مهرجان إبداعي في الشرق الأوسط.
يمثل أسبوع دبي للتصميم، الذي يوفر نقطة التقاء لمجتمع التصميم العالمي ومواهب التصميم في المنطقة بينما يتفاعل مع التصميم المتنامي والمجتمع الإبداعي في دبي والإمارات العربية المتحدة. يتوفر المزيد من المعلومات على الموقع الإلكتروني لأسبوع دبي للتصميم وقنوات التواصل الاجتماعي بما في ذلك Instagram و Facebook .
ستقام النسخة القادمة من أسبوع دبي للتصميم من 8 إلى 13 نوفمبر 2021.
نوفمبر 2023 انطلقت فعاليات "أسبوع دبي للتصميم" بمشاركة أكثر من 500 مصمّم ومهندس ومبدع من أكثر من 40 دولة.

## نظرة عامة

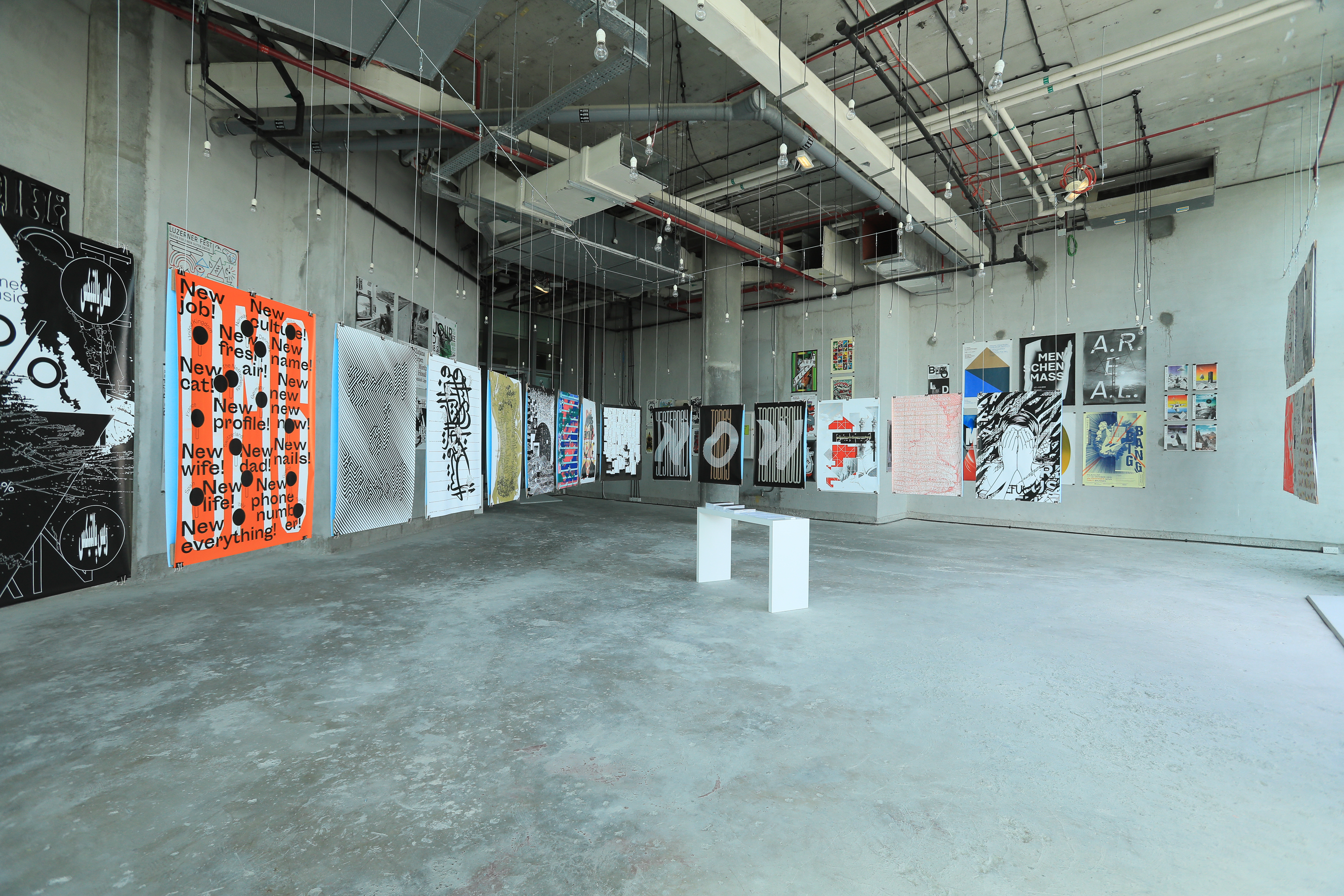

أسبوع دبي للتصميم مملوك ومدار من قبل مجموعة آرت دبي (ADG). تحت رعاية الشيخة لطيفة بنت محمد بن راشد آل مكتوم، في شراكة إستراتيجية مع حي دبي للتصميم، وبدعم من هيئة دبي للثقافة والفنون وشركة ARM القابضة ، وهو واحد من ضمن سلسلة من المبادرات التي تهدف إلى تطوير التصميم والابتكار دبي من خلال تعزيز بيئة إبداعية.
يعرض الحدث الذي يستمر ستة أيام مجموعة متنوعة من مهارات التصميم والتخصصات بما في ذلك: الهندسة المعمارية وتصميم المنتجات والأثاث والتصميم الداخلي والمجوهرات والتصميم الصناعي وتصميم الخدمات وثقافة التكنولوجيا والفن وغير ذلك. ويتضمن البرنامج محتوى من أكثر من 100 منظمة شريكة.

## فعاليات مهرجان دبي للتصميم
من أبرز فعاليات  مهرجان دبي للتصميم:

### داون تاون ديزاين
منصةٍ تُعنى بالتصاميم العصرية ذات الطراز الرفيع

### أبواب
“أبواب” هو برنامج يهدف إلى دعم المبدعين من منطقة جنوب غرب آسيا وشمال أفريقيا، من خلال تكليفهم بتصميم منشآت فنية، 

### إربان كوميشنز
توفر  للمبدعين فرصة تصميم الأثاث الخارجي الخاص بالمرافق العامة، كالشوارع والحدائق وغيرها بطرقٍجذاية

### الأعمال التركيبية في المساحات العامة
تركز على التصميم لعرض منشآت كبيرة أو قطع فنية مخصصة للمساحات العامة

## روابط خارجية
- الموقع الرسمي لأسبوع دبي للتصميم
- موقع داون تاون ديزاين الرسمي
- موقع Global Grad Show الرسمي